# Qatabanita

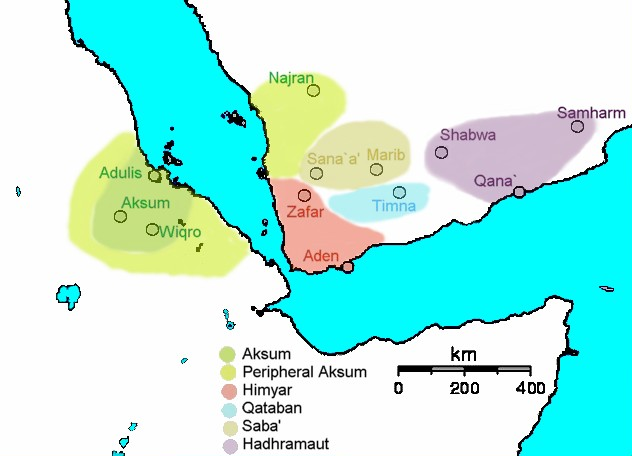
Reino de Qataban (azul cielo)

El qatabanita era una de las cuatro principales lenguas sudarábigas antiguas (o sayhádicas) que se hablaron en Yemen del 800 a. C. al 200 o 300 d. C., principalmente aunque no exclusivamente en el reino de Qataban.
El qatabanita se hablaba desde el área del reino de Qatabān hasta Jabal al-'Awd (cerca de Zafar) en el suroeste y según los escritores griegos y latinos, llegaba hasta Bāb al-Mandab en el mar Rojo. A fines del siglo II d. C., Saba' y Ḥaḑramawt finalmente derrotaron a Qatabān y las inscripciones en qatabanita terminan.

## Características

Inscripción qatabanita de Wadi Bayhan

La lengua qatabanita es del grupo meridional de las lenguas semitas, muy diferenciada del árabe aunque a partir de la era cristiana empezó a adoptar muchas palabras árabes. Sus principales características son:
- el prefijo de la forma verbal de causa y la base del pronombre personal aislado y agregado a la tercera persona son sibilantes como en el idioma mineo y harami, mientras el sabeo utiliza la h para estas formas
- El imperfecto de indicativo lleva el prefijo b, y no existe ningún prefijo en el subjuntivo.
- Se escribe con el alfabeto sudarábigo ancestro directo del alfabeto etíope; tiene 29 símbolos consonánticos que representan las 28 letras del árabe más una sibilante sorda.